# Max Bill

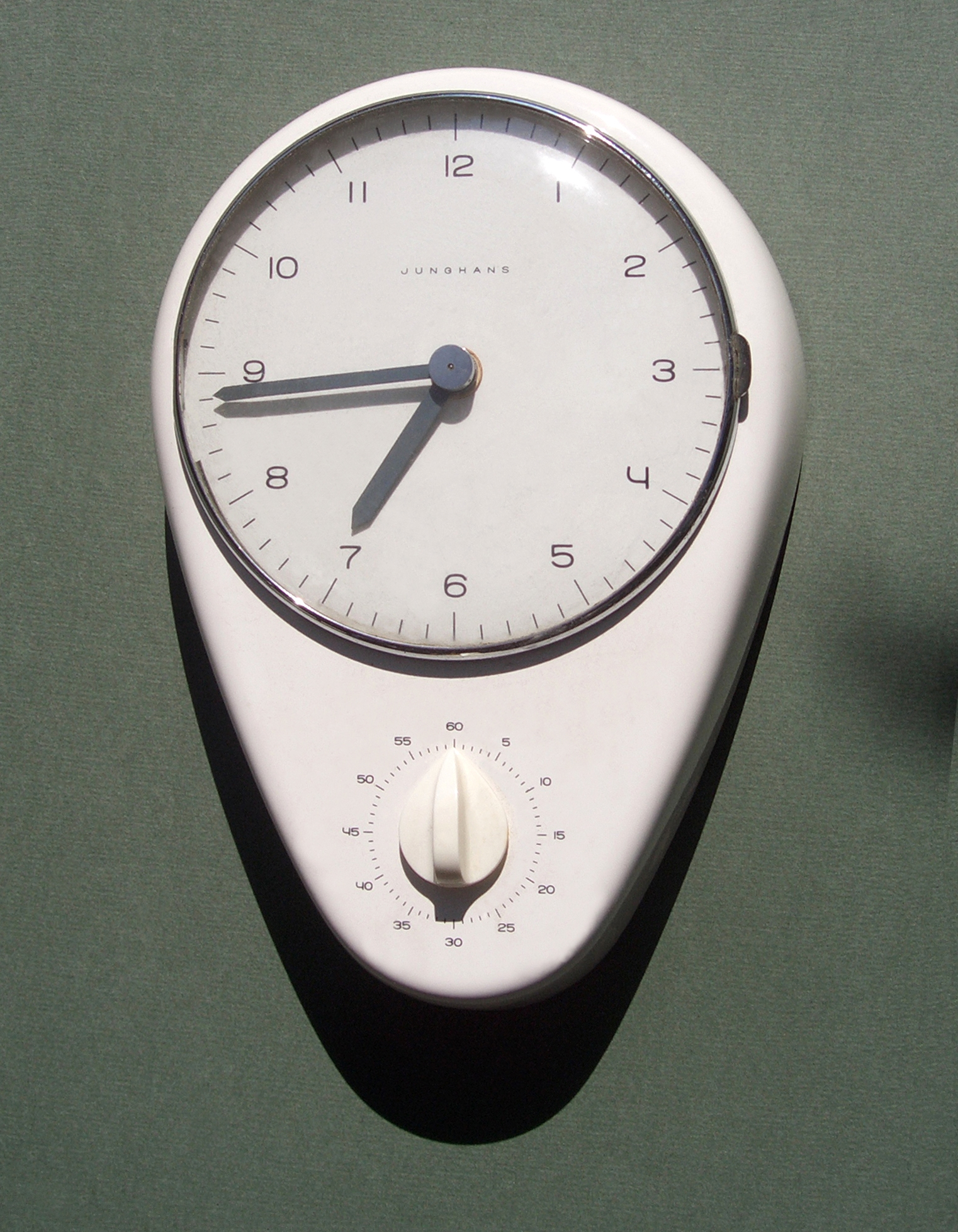
Reloj de cocina diseñado por Max Bill para Junghans.

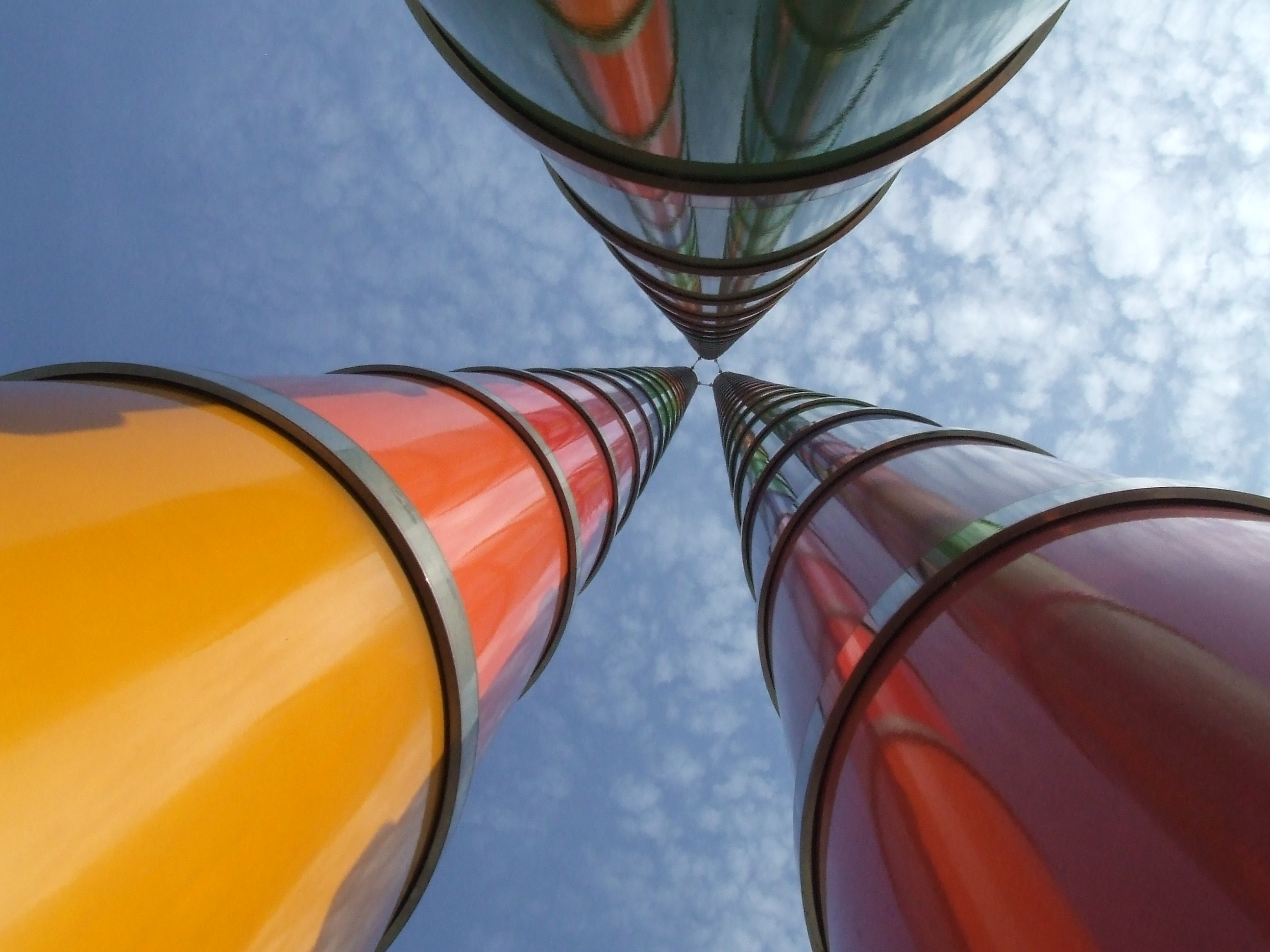
Escultura para el centro Mercedes-Benz de Suttgart

Max Bill (Winterthur, Suiza, 22 de diciembre de 1908-Berlín, Alemania, 9 de diciembre de 1994) fue un arquitecto, pintor, escultor, diseñador gráfico, tipográfico e industrial, publicista y educador suizo. Estudió en la Kunstgewerbeschule de Zúrich y en el Bauhaus de Dessau. Fue el primer rector de la escuela HfG de Ulm y formó parte del grupo Abstraction-Création desde 1932 hasta 1937. Organizó la exposición circulante Die gute Form (1949).

## Biografía
De 1924 a 1927 estudió orfebrería en la Kunstgewerbeschule de Zúrich, donde fue influido por el dadaísmo y el cubismo. De 1927 a 1929 estudió artes en la Bauhaus de Dessau, donde se aproximó al funcionalismo del diseño con profesores como Vasili Kandinski, Paul Klee y Oskar Schlemmer. 
Cuando terminó sus estudios regresó a Zúrich para dedicarse a la pintura, la arquitectura y el diseño gráfico. En 1930 crea su propio estudio de arquitectura, y ya como miembro de la Deutscher Werkbund realiza la finca de Nuebühl de estilo moderno, cerca de Zúrich. En 1931 adoptó la teoría del «arte concreto» de Theo van Doesburg, según la cual era posible alcanzar la universalidad con la claridad. En 1932 trabajó como escultor y se adhirió a algunas organizaciones artísticas como la Abstraction-Création, el grupo de artistas Allianz de Suiza, el Congrès Internatonal d'Architecture Moderne (CIAM) y la Union des Artistes Modernes (UAM), de París.
En 1944 llevó a cabo una primera incursión en el campo del diseño industrial con el diseño de un reloj de aluminio para Junghans, firma con la que colaboró durante varios años realizando modelos de relojes de pared, de cocina y de pulsera con estilo racionalista y estética industrial. Uno de esos relojes de pared está expuesto en el Museo de Arte Moderno (MoMA) de Nueva York. Los relojes de pulsera Junghans «Max Bill» se siguen produciendo y son apreciados por los aficionados y coleccionistas de relojes. Diseñó un taburete minimalista, el Ulmer Hocker (1954), uno de sus diseños más conocidos.
Organizó la exposición "Die gute industrieform", que pretendía fomentar la alta calidad de los objetos de diseño industrial.
En 1951 fundó junto a Inge Scholl y Otl Aicher la Hochschule für Gestaltung en Ulm, Alemania (HfG Ulm), una escuela de diseño que continuaba la tradición de la Bauhaus. En esta institución fue rector y director de los departamentos de arquitectura y diseño de producción entre 1951 y 1956. En esta escuela Bill defendió el funcionalismo y el formalismo geométrico de la Bauhaus, ya que creía que las formas basadas en las leyes matemáticas poseían una pureza estética y, por lo tanto, universalidad. 
Sus proyectos intentaban representar la complejidad matemática de la Nueva Física de principios del siglo XX. Trató de crear objetos a fin de que esta nueva ciencia de la forma pudiera ser entendida por los sentidos. Un buen ejemplo de ello es su trabajo con la banda de Moebius. Esta aproximación al diseño luego fue continudada por Hans Gugelot en la misma HfG de Ulm.
En 1957, y tras abandonar la HfG de Ulm, fundó su propio estudio en Zúrich y se dedicó a la escultura, la pintura y la arquitectura. En 1964 fue nombrado arquitecto jefe del pabellón de "Educación y creación" en la Exposición Nacional de Suiza y miembro honorario del American Institute of Architects.
Desde 1967 hasta 1971 se convirtió en miembro del Consejo Nacional de Suiza, y luego en profesor en la Staatliche Hochschule für Bildende Künste de Hamburgo y presidente de Diseño Ambiental, de 1967 a 1974. En 1973 se convirtió en miembro asociado de la Real Academia de Ciencias, Literatura y Arte de Flandes, en Bruselas. En 1976 se convirtió en miembro de la Academia de las Artes de Berlín.

El buen diseño depende de la armonía entre la forma de un objeto y su uso.
Max Bill

## Distinciones
- Premio honorífico, Triennale de Milán, 1936
- Premio Kandinsky, 1949.
- Primer premio internacional de la Bienal de Arte de San Pablo, Brasil, 1951.
- Gran Premio de la Triennale de Milán, 1951
- Premio al arte de la ciudad de Zúrich, 1968
- Doctor honoris causa de la Universidad de Stuttgart, 1979
- Gran Cruz de Mérito de la República Federal Alemana, 1985
- Caballero de la Orden de las Artes y Letras, Francia, 1985
- Doctor honoris causa de la Escuela Politécnica Federal de Zúrich, 1994

## Galería
|                                   |
| Ulmer Hocker (Ulmer Stool) (1954) |

|                                                                                           |
| Fragmento de Familie von fünf halben Kugeln (Family of Five Half Balls) (1966). Karlsruhe |

|                                                                                           |
| Säule mit 3-6-eckigen Querschnitten (Column with 3-6 angular cross sections) (1966). Marl |

|                                                       |
| Pavillon-Skulptur (Pavilion Sculpture) (1983). Zürich |

|                                                                             |
| Bildsäulen-Dreiergruppe (Picture column tripartite group) (1989). Stuttgart |

|                                                  |
| Einstein Denkmal (Einstein Monument) (1982). Ulm |

|                                                      |
| Endlose Treppe (Endless Stairs) (1991). Ludwigshafen |